# Línea 714 (Interurbanos Madrid)

Esquema de dársenas del intercambiador subterráneo de Plaza de Castilla

La línea 714 de la red de autobuses interurbanos de Madrid une la terminal subterránea del Intercambiador de Plaza de Castilla con la Universidad Autónoma de Madrid y la Universidad Pontificia Comillas.

## Características
Esta línea une Madrid con las dos universidades situadas en la zona de Cantoblanco, con un recorrido que dura aproximadamente 35 minutos entre cabeceras.
La línea fue puesta en servicio a principios de los años 70 para atender el nuevo Campus de Cantoblanco de la recién creada Universidad Autónoma de Madrid. Originalmente partía de la Calle Enrique Larreta, y la empresa operadora inicial fue Trapsa. En 1990, la línea quedó integrada en la nueva concesión CM-76 "Madrid  - Tres Cantos" del Consorcio Regional de Transportes, recibiendo el número 714. En 1994, abandonó la calle Enrique Larreta para fijar su cabecera en el entonces nuevo intercambiador de Plaza de Castilla, ubicado en superficie.
En septiembre de 2004, Trapsa vendió a ALSA la concesión Madrid  - Tres Cantos, que incluía las líneas interurbanas 711, 712, 713, 714, 715, 716 y 717, más las urbanas 1, 2 y 3 de Tres Cantos y las líneas 211 y 212 entre Madrid y Paracuellos de Jarama. Posteriormente, fue ampliada el 14 de febrero de 2007, coincidiendo con la supresión de la línea 715, prolongando así la línea hasta la Universidad Pontificia Comillas. Antes de la ampliación, la línea 714 tan sólo daba servicio a la Universidad Autónoma de Madrid, enlazando con la línea 715 para llegar a la Universidad Pontificia Comillas. Suprimiendo dicha línea, se prolongó la línea 714 estableciendo una conexión directa a los estudiantes de la Universidad Pontificia Comillas con el Intercambiador de Plaza de Castilla sin necesidad de un transbordo. Pese a lo indicado por el artículo citado, la 714 nunca ha sido operada por la EMT de Madrid.
A pesar de que mayoritariamente sus expediciones terminan o comienzan en la Universidad Autónoma de Madrid, la terminal de la línea se encuentra en la Universidad Pontificia Comillas, situada en el término municipal de Alcobendas.
Otra particularidad de la línea es que considera los días festivos del municipio de Madrid, algo extremadamente raro. Esto se debe a que ambas universidades a las que da servicio, se acogen a los festivos del municipio de Madrid, incluyendo la Universidad Pontificia Comillas que se encuentra situada en el término municipal de Alcobendas, dado que no habría estudiantes utilizando la línea en esos días. Esta condición afecta también a las vísperas de festivos, en los cuales la línea circula con una reducción de servicios muy pronunciada por la tarde. Esto se debe a que es común que en muchos estudios universitarios no haya clase los viernes por la tarde y se ajusta la oferta de servicios acorde al menor número de desplazamientos de usuarios.
La línea no presta servicios los domingos y festivos, siendo su oferta de servicios repartida en 4 épocas del año académico distintas y marcadas por los días lectivos de las universidades a las que da servicio. Presta servicio los sábados por la mañana, entre el 1 de septiembre y el 15 de junio y sólo dando servicio a la Universidad Autónoma de Madrid.
A efectos prácticos, los estudiantes de la Universidad Autónoma de Madrid no se ven afectados por los cambios de horario en las distintas épocas del año, puesto que la línea cuenta con servicios cada 12 minutos por las mañanas desde el 1 de septiembre al 30 de junio. Sobre las 19:00 comienzan a reducirse los horarios, pasando a una frecuencia de 15 minutos hasta final de servicio y siendo los viernes los que sufren una reducción aún mayor entre las 14:00 y 15:00 teniendo una frecuencia de 24 minutos.
Tampoco afecta a los estudiantes de la Universidad Autónoma de Madrid los días que no sean lectivos, contando también con servicios cada 12 minutos y entre las 14:00 y 15:00 en adelante reduciéndose notablemente a un servicio cada 30 minutos, este cambio también ocurre en el periodo del 16 al 30 de junio. Entre julio y agosto se realiza un servicio cada 30 minutos que en caso de que la Universidad Pontificia Comillas esté cerrada finalizarán todos en la Universidad Autónoma de Madrid y realizándose desde las 15:00 y 16:00 un servicio cada hora.
Los estudiantes más perjudicados por los cambios de horario o días lectivos son aquellos de la Universidad Pontificia Comillas, puesto que el número de expediciones que llegan al campus se reduce notablemente en los distintos días de la semana y periodos del año, y se debe consultar con detalle los horarios. Existe la posibilidad de llegar al campus de Cantoblanco y ahí hacer transbordo a las líneas 827, 827A y 828 que realizan parada en el exterior de la Universidad Pontificia Comillas.
Esta línea es la única de ALSA con base en Tres Cantos que no llega a dicho municipio, circulando sólo entre Madrid y Alcobendas (Universidad Comillas).
Siguiendo la numeración de líneas del CRTM, las líneas que circulan por el corredor 7 son aquellas que dan servicio a los municipios situados en torno a la M-607 y comienzan con un 7. Aquellas numeradas dentro de la decena 710 corresponden a aquellas que circulan por Tres Cantos.
La línea no mantiene los mismos horarios todo el año, desde el 1 al 15 de junio, del 16 al 30 de junio y del 1 de julio al 31 de agosto se reducen progresivamente el número de expediciones los días laborables entre semana (a partir del 16 de junio deja de circular los sábados laborables), además de los días excepcionales vísperas de festivo y festivos de Navidad en los que los horarios también cambian y se reducen.
Está operada por la empresa ALSA mediante la concesión administrativa VCM-701 - Madrid - Tres Cantos (Viajeros Comunidad de Madrid) del Consorcio Regional de Transportes de Madrid.
1. ↑  «La línea 714 de la EMT llega ya a la Universidad de Comillas.». Madridiario. 14 de febrero de 2007. Consultado el 7 de agosto de 2023.

### Parque móvil
Originalmente, Trapsa atendió la línea con vehículos Pegaso 6035A procedentes de la EMT de Madrid. Entre 1990 y 1992, Trapsa renovó los Pegaso con nuevas unidades articuladas Scania N112ALB carrozadas por Hispano y Unicar. En 2003, Trapsa comenzó la renovación de los Scania con nuevas unidades Scania L94UB6X2 carrozadas por Castrosúa, quedando la mitad de los articulados en servicio cuando la concesión pasó a manos de ALSA. ALSA acometió la renovación de los últimos articulados ex-Trapsa con vehículos Mercedes O405GN2/Hispano procedentes de Oviedo, que a su vez fueron sustituidos por Mercedes Citaro articulados del mismo origen. Posteriormente, la retirada de los Citaro y la normalización del uso de vehículos de tres ejes en las líneas Madrid - Tres Cantos propició la unificación de la dotación de la 714 con el resto de líneas interurbanas de la concesión.

### Sublíneas
Aquí se recogen todas las distintas sublíneas que ha tenido la línea 714. La denominación de sublíneas que utiliza el CRTM es la siguiente:
- Número de línea (714)
- Sentido de circulación (1 ida, 2 vuelta)
- Número de sublínea

Por ejemplo, la sublínea 714102 corresponde a la línea 714, sentido 1 (ida) y el número 02 de numeración de sublíneas creadas hasta la fecha.
| Ida    | Ruta | Itinerario         | Vuelta | Ruta | Itinerario         |
| 714101 | -    | Madrid - UAM - UPC | 714201 | -    | UPC - UAM - Madrid |
| 714102 | ua   | Madrid - UAM       | 714202 | ua   | UAM - Madrid       |

## Horarios
Los servicios procedentes de la Universidad Pontificia Comillas pasan aproximadamente 3 minutos después por la Universidad Autónoma de Madrid.

### 1 septiembre - 31 mayo
| Lunes a jueves lectivos                  |                                          |                                          |                                          |                                          |                                          |                                          |                                          |                                          |                                          |                                          |                                          |                                          |                                          |                                          |                                          |                                          |                                          |                                          |                                          |                                          |                                          |                                          |                                          |                                          |                                          |                                          |                                          |                                          |                                          |                                          |                                          |
| Madrid > Univ. Autónoma > Univ. Comillas | Madrid > Univ. Autónoma > Univ. Comillas | Madrid > Univ. Autónoma > Univ. Comillas | Madrid > Univ. Autónoma > Univ. Comillas | Madrid > Univ. Autónoma > Univ. Comillas | Madrid > Univ. Autónoma > Univ. Comillas | Madrid > Univ. Autónoma > Univ. Comillas | Madrid > Univ. Autónoma > Univ. Comillas | Madrid > Univ. Autónoma > Univ. Comillas | Madrid > Univ. Autónoma > Univ. Comillas | Madrid > Univ. Autónoma > Univ. Comillas | Madrid > Univ. Autónoma > Univ. Comillas | Madrid > Univ. Autónoma > Univ. Comillas | Madrid > Univ. Autónoma > Univ. Comillas | Madrid > Univ. Autónoma > Univ. Comillas | Madrid > Univ. Autónoma > Univ. Comillas | Univ. Comillas > Univ. Autónoma > Madrid | Univ. Comillas > Univ. Autónoma > Madrid | Univ. Comillas > Univ. Autónoma > Madrid | Univ. Comillas > Univ. Autónoma > Madrid | Univ. Comillas > Univ. Autónoma > Madrid | Univ. Comillas > Univ. Autónoma > Madrid | Univ. Comillas > Univ. Autónoma > Madrid | Univ. Comillas > Univ. Autónoma > Madrid | Univ. Comillas > Univ. Autónoma > Madrid | Univ. Comillas > Univ. Autónoma > Madrid | Univ. Comillas > Univ. Autónoma > Madrid | Univ. Comillas > Univ. Autónoma > Madrid | Univ. Comillas > Univ. Autónoma > Madrid | Univ. Comillas > Univ. Autónoma > Madrid | Univ. Comillas > Univ. Autónoma > Madrid | Univ. Comillas > Univ. Autónoma > Madrid |
| 07                                       | 08                                       | 09                                       | 10                                       | 11                                       | 12                                       | 13                                       | 14                                       | 15                                       | 16                                       | 17                                       | 18                                       | 19                                       | 20                                       | 21                                       | 22                                       | 07                                       | 08                                       | 09                                       | 10                                       | 11                                       | 12                                       | 13                                       | 14                                       | 15                                       | 16                                       | 17                                       | 18                                       | 19                                       | 20                                       | 21                                       | 22                                       |
| 40 52                                    | 04 16 28 40 52                           | 04 16 28 40 52                           | 04 16 28 40 52                           | 04 16 28 40 52                           | 04 16 28 40 52                           | 04 16 28 40 52                           | 04 16 28 40 52                           | 04 16 28 40 52                           | 04 16 28 40 52                           | 04 16 28 40 52                           | 04 19 34 49                              | 04 19 34 49                              | 04 19 34 49                              | 13 37                                    | 01 25                                    |                                          | 01 16 25 40 49                           | 04 16 25 40 49                           | 01 16 25 40 52                           | 01 16 25 40 52                           | 04 13 28 37 52                           | 04 16 25 40 52                           | 04 13 28 40 49                           | 01 16 25 40 52                           | 01 16 25 40 49                           | 04 13 28 40 49                           | 04 16 25 40 52                           | 10 22 40 52                              | 10 22 40 52                              | 10 25 49                                 | 13 37                                    |
| Viernes lectivos y vísperas de festivo   |                                          |                                          |                                          |                                          |                                          |                                          |                                          |                                          |                                          |                                          |                                          |                                          |                                          |                                          |                                          |                                          |                                          |                                          |                                          |                                          |                                          |                                          |                                          |                                          |                                          |                                          |                                          |                                          |                                          |                                          |                                          |
| Madrid > Univ. Autónoma > Univ. Comillas | Madrid > Univ. Autónoma > Univ. Comillas | Madrid > Univ. Autónoma > Univ. Comillas | Madrid > Univ. Autónoma > Univ. Comillas | Madrid > Univ. Autónoma > Univ. Comillas | Madrid > Univ. Autónoma > Univ. Comillas | Madrid > Univ. Autónoma > Univ. Comillas | Madrid > Univ. Autónoma > Univ. Comillas | Madrid > Univ. Autónoma > Univ. Comillas | Madrid > Univ. Autónoma > Univ. Comillas | Madrid > Univ. Autónoma > Univ. Comillas | Madrid > Univ. Autónoma > Univ. Comillas | Madrid > Univ. Autónoma > Univ. Comillas | Madrid > Univ. Autónoma > Univ. Comillas | Madrid > Univ. Autónoma > Univ. Comillas | Madrid > Univ. Autónoma > Univ. Comillas | Univ. Comillas > Univ. Autónoma > Madrid | Univ. Comillas > Univ. Autónoma > Madrid | Univ. Comillas > Univ. Autónoma > Madrid | Univ. Comillas > Univ. Autónoma > Madrid | Univ. Comillas > Univ. Autónoma > Madrid | Univ. Comillas > Univ. Autónoma > Madrid | Univ. Comillas > Univ. Autónoma > Madrid | Univ. Comillas > Univ. Autónoma > Madrid | Univ. Comillas > Univ. Autónoma > Madrid | Univ. Comillas > Univ. Autónoma > Madrid | Univ. Comillas > Univ. Autónoma > Madrid | Univ. Comillas > Univ. Autónoma > Madrid | Univ. Comillas > Univ. Autónoma > Madrid | Univ. Comillas > Univ. Autónoma > Madrid | Univ. Comillas > Univ. Autónoma > Madrid | Univ. Comillas > Univ. Autónoma > Madrid |
| 07                                       | 08                                       | 09                                       | 10                                       | 11                                       | 12                                       | 13                                       | 14                                       | 15                                       | 16                                       | 17                                       | 18                                       | 19                                       | 20                                       | 21                                       | 22                                       | 07                                       | 08                                       | 09                                       | 10                                       | 11                                       | 12                                       | 13                                       | 14                                       | 15                                       | 16                                       | 17                                       | 18                                       | 19                                       | 20                                       | 21                                       | 22                                       |
| 40 52                                    | 04 16 28 40 52                           | 04 16 28 40 52                           | 04 16 28 40 52                           | 04 16 28 40 52                           | 04 16 28 40 52                           | 04 16 28 40 52                           | 04 16 28 40 52                           | 04 28 52                                 | 16 40                                    | 04 28 52                                 | 16 40                                    | 04 28 52                                 | 16 40                                    | 04 28 52                                 | 16                                       |                                          | 01 16 25 40 49                           | 04 16 25 40 49                           | 01 16 25 40 52                           | 01 16 25 40 52                           | 04 13 28 37 52                           | 04 16 25 40 52                           | 04 13 28 40 49                           | 01 16 40                                 | 01 28 49                                 | 13 40                                    | 04 25 52                                 | 13 40                                    | 01 28 49                                 | 13 40                                    | 04 28                                    |
| Lunes a viernes lectivos Comillas        |                                          |                                          |                                          |                                          |                                          |                                          |                                          |                                          |                                          |                                          |                                          |                                          |                                          |                                          |                                          |                                          |                                          |                                          |                                          |                                          |                                          |                                          |                                          |                                          |                                          |                                          |                                          |                                          |                                          |                                          |                                          |
| Madrid > Univ. Autónoma > Univ. Comillas | Madrid > Univ. Autónoma > Univ. Comillas | Madrid > Univ. Autónoma > Univ. Comillas | Madrid > Univ. Autónoma > Univ. Comillas | Madrid > Univ. Autónoma > Univ. Comillas | Madrid > Univ. Autónoma > Univ. Comillas | Madrid > Univ. Autónoma > Univ. Comillas | Madrid > Univ. Autónoma > Univ. Comillas | Madrid > Univ. Autónoma > Univ. Comillas | Madrid > Univ. Autónoma > Univ. Comillas | Madrid > Univ. Autónoma > Univ. Comillas | Madrid > Univ. Autónoma > Univ. Comillas | Madrid > Univ. Autónoma > Univ. Comillas | Madrid > Univ. Autónoma > Univ. Comillas | Madrid > Univ. Autónoma > Univ. Comillas | Madrid > Univ. Autónoma > Univ. Comillas | Univ. Comillas > Univ. Autónoma > Madrid | Univ. Comillas > Univ. Autónoma > Madrid | Univ. Comillas > Univ. Autónoma > Madrid | Univ. Comillas > Univ. Autónoma > Madrid | Univ. Comillas > Univ. Autónoma > Madrid | Univ. Comillas > Univ. Autónoma > Madrid | Univ. Comillas > Univ. Autónoma > Madrid | Univ. Comillas > Univ. Autónoma > Madrid | Univ. Comillas > Univ. Autónoma > Madrid | Univ. Comillas > Univ. Autónoma > Madrid | Univ. Comillas > Univ. Autónoma > Madrid | Univ. Comillas > Univ. Autónoma > Madrid | Univ. Comillas > Univ. Autónoma > Madrid | Univ. Comillas > Univ. Autónoma > Madrid | Univ. Comillas > Univ. Autónoma > Madrid | Univ. Comillas > Univ. Autónoma > Madrid |
| 07                                       | 08                                       | 09                                       | 10                                       | 11                                       | 12                                       | 13                                       | 14                                       | 15                                       | 16                                       | 17                                       | 18                                       | 19                                       | 20                                       | 21                                       | 22                                       | 07                                       | 08                                       | 09                                       | 10                                       | 11                                       | 12                                       | 13                                       | 14                                       | 15                                       | 16                                       | 17                                       | 18                                       | 19                                       | 20                                       | 21                                       | 22                                       |
| 24 36 48                                 | 00 12 24 36 48                           | 00 12 24 36 48                           | 00 12 24 36 48                           | 00 12 24 36 48                           | 00 12 24 36 48                           | 00 12 24 36 48                           | 00 12 25 55                              | 25 55                                    | 25 55                                    | 25 55                                    | 25 55                                    | 25 55                                    | 25                                       | 15                                       |                                          | 54                                       | 06 15 30 39 54                           | 06 15 30 39 51                           | 06 15 30 42 51                           | 06 15 30 42 54                           | 03 18 27 42 54                           | 06 15 30 42 54                           | 03 18 30 39 55                           | 22 52                                    | 25 52                                    | 25 52                                    | 25 52                                    | 25 52                                    | 25 52                                    | 57                                       |                                          |
| Lunes a viernes NO lectivos              |                                          |                                          |                                          |                                          |                                          |                                          |                                          |                                          |                                          |                                          |                                          |                                          |                                          |                                          |                                          |                                          |                                          |                                          |                                          |                                          |                                          |                                          |                                          |                                          |                                          |                                          |                                          |                                          |                                          |                                          |                                          |
| Madrid > Univ. Autónoma > Univ. Comillas | Madrid > Univ. Autónoma > Univ. Comillas | Madrid > Univ. Autónoma > Univ. Comillas | Madrid > Univ. Autónoma > Univ. Comillas | Madrid > Univ. Autónoma > Univ. Comillas | Madrid > Univ. Autónoma > Univ. Comillas | Madrid > Univ. Autónoma > Univ. Comillas | Madrid > Univ. Autónoma > Univ. Comillas | Madrid > Univ. Autónoma > Univ. Comillas | Madrid > Univ. Autónoma > Univ. Comillas | Madrid > Univ. Autónoma > Univ. Comillas | Madrid > Univ. Autónoma > Univ. Comillas | Madrid > Univ. Autónoma > Univ. Comillas | Madrid > Univ. Autónoma > Univ. Comillas | Madrid > Univ. Autónoma > Univ. Comillas | Madrid > Univ. Autónoma > Univ. Comillas | Univ. Comillas > Univ. Autónoma > Madrid | Univ. Comillas > Univ. Autónoma > Madrid | Univ. Comillas > Univ. Autónoma > Madrid | Univ. Comillas > Univ. Autónoma > Madrid | Univ. Comillas > Univ. Autónoma > Madrid | Univ. Comillas > Univ. Autónoma > Madrid | Univ. Comillas > Univ. Autónoma > Madrid | Univ. Comillas > Univ. Autónoma > Madrid | Univ. Comillas > Univ. Autónoma > Madrid | Univ. Comillas > Univ. Autónoma > Madrid | Univ. Comillas > Univ. Autónoma > Madrid | Univ. Comillas > Univ. Autónoma > Madrid | Univ. Comillas > Univ. Autónoma > Madrid | Univ. Comillas > Univ. Autónoma > Madrid | Univ. Comillas > Univ. Autónoma > Madrid | Univ. Comillas > Univ. Autónoma > Madrid |
| 07                                       | 08                                       | 09                                       | 10                                       | 11                                       | 12                                       | 13                                       | 14                                       | 15                                       | 16                                       | 17                                       | 18                                       | 19                                       | 20                                       | 21                                       | 22                                       | 07                                       | 08                                       | 09                                       | 10                                       | 11                                       | 12                                       | 13                                       | 14                                       | 15                                       | 16                                       | 17                                       | 18                                       | 19                                       | 20                                       | 21                                       | 22                                       |
| 24 36 48                                 | 00 12 24 36 48                           | 00 12 24 36 48                           | 00 12 24 36 48                           | 00 12 24 36 48                           | 00 12 24 36 48                           | 00 12 24 36 48                           | 00 12 25 55                              | 25 55                                    | 25 55                                    | 25 55                                    | 25 55                                    | 25 55                                    | 25                                       | 15                                       |                                          | 54                                       | 03 18 27 42 54                           | 06 18 30 42 54                           | 06 18 27 42 54                           | 06 18 30 42 54                           | 06 18 27 42 54                           | 06 18 30 42 54                           | 06 18 27 42 55                           | 22 55                                    | 25 55                                    | 25 55                                    | 25 55                                    | 25 55                                    | 25 55                                    |                                          | 00                                       |
| Sábados laborables                       |                                          |                                          |                                          |                                          |                                          |                                          |                                          |                                          |                                          |                                          |                                          |                                          |                                          |                                          |                                          |                                          |                                          |                                          |                                          |                                          |                                          |                                          |                                          |                                          |                                          |                                          |                                          |                                          |                                          |                                          |                                          |
| Madrid > Univ. Autónoma                  | Madrid > Univ. Autónoma                  | Madrid > Univ. Autónoma                  | Madrid > Univ. Autónoma                  | Madrid > Univ. Autónoma                  | Madrid > Univ. Autónoma                  | Madrid > Univ. Autónoma                  | Madrid > Univ. Autónoma                  | Madrid > Univ. Autónoma                  | Madrid > Univ. Autónoma                  | Madrid > Univ. Autónoma                  | Madrid > Univ. Autónoma                  | Madrid > Univ. Autónoma                  | Madrid > Univ. Autónoma                  | Madrid > Univ. Autónoma                  | Madrid > Univ. Autónoma                  | Univ. Autónoma > Madrid                  | Univ. Autónoma > Madrid                  | Univ. Autónoma > Madrid                  | Univ. Autónoma > Madrid                  | Univ. Autónoma > Madrid                  | Univ. Autónoma > Madrid                  | Univ. Autónoma > Madrid                  | Univ. Autónoma > Madrid                  | Univ. Autónoma > Madrid                  | Univ. Autónoma > Madrid                  | Univ. Autónoma > Madrid                  | Univ. Autónoma > Madrid                  | Univ. Autónoma > Madrid                  | Univ. Autónoma > Madrid                  | Univ. Autónoma > Madrid                  | Univ. Autónoma > Madrid                  |
| 07                                       | 08                                       | 09                                       | 10                                       | 11                                       | 12                                       | 13                                       | 14                                       | 15                                       | 16                                       | 17                                       | 18                                       | 19                                       | 20                                       | 21                                       | 22                                       | 07                                       | 08                                       | 09                                       | 10                                       | 11                                       | 12                                       | 13                                       | 14                                       | 15                                       | 16                                       | 17                                       | 18                                       | 19                                       | 20                                       | 21                                       | 22                                       |
| 40                                       | 10 40                                    | 10 40                                    | 10 40                                    | 10 40                                    | 10 40                                    | 10 40                                    | 10 40                                    |                                          |                                          |                                          |                                          |                                          |                                          |                                          |                                          |                                          | 10 40                                    | 10 40                                    | 10 40                                    | 10 40                                    | 10 40                                    | 10 40                                    | 10 40                                    |                                          |                                          |                                          |                                          |                                          |                                          |                                          |                                          |
| Hasta/desde la UAM                       |                                          |                                          |                                          |                                          |                                          |                                          |                                          |                                          |                                          |                                          |                                          |                                          |                                          |                                          |                                          |                                          |                                          |                                          |                                          |                                          |                                          |                                          |                                          |                                          |                                          |                                          |                                          |                                          |                                          |                                          |                                          |

### 1 - 15 junio
| Lunes a jueves lectivos                  |                                          |                                          |                                          |                                          |                                          |                                          |                                          |                                          |                                          |                                          |                                          |                                          |                                          |                                          |                                          |                                          |                                          |                                          |                                          |                                          |                                          |                                          |                                          |                                          |                                          |                                          |                                          |                                          |                                          |                                          |                                          |
| Madrid > Univ. Autónoma > Univ. Comillas | Madrid > Univ. Autónoma > Univ. Comillas | Madrid > Univ. Autónoma > Univ. Comillas | Madrid > Univ. Autónoma > Univ. Comillas | Madrid > Univ. Autónoma > Univ. Comillas | Madrid > Univ. Autónoma > Univ. Comillas | Madrid > Univ. Autónoma > Univ. Comillas | Madrid > Univ. Autónoma > Univ. Comillas | Madrid > Univ. Autónoma > Univ. Comillas | Madrid > Univ. Autónoma > Univ. Comillas | Madrid > Univ. Autónoma > Univ. Comillas | Madrid > Univ. Autónoma > Univ. Comillas | Madrid > Univ. Autónoma > Univ. Comillas | Madrid > Univ. Autónoma > Univ. Comillas | Madrid > Univ. Autónoma > Univ. Comillas | Madrid > Univ. Autónoma > Univ. Comillas | Univ. Comillas > Univ. Autónoma > Madrid | Univ. Comillas > Univ. Autónoma > Madrid | Univ. Comillas > Univ. Autónoma > Madrid | Univ. Comillas > Univ. Autónoma > Madrid | Univ. Comillas > Univ. Autónoma > Madrid | Univ. Comillas > Univ. Autónoma > Madrid | Univ. Comillas > Univ. Autónoma > Madrid | Univ. Comillas > Univ. Autónoma > Madrid | Univ. Comillas > Univ. Autónoma > Madrid | Univ. Comillas > Univ. Autónoma > Madrid | Univ. Comillas > Univ. Autónoma > Madrid | Univ. Comillas > Univ. Autónoma > Madrid | Univ. Comillas > Univ. Autónoma > Madrid | Univ. Comillas > Univ. Autónoma > Madrid | Univ. Comillas > Univ. Autónoma > Madrid | Univ. Comillas > Univ. Autónoma > Madrid |
| 07                                       | 08                                       | 09                                       | 10                                       | 11                                       | 12                                       | 13                                       | 14                                       | 15                                       | 16                                       | 17                                       | 18                                       | 19                                       | 20                                       | 21                                       | 22                                       | 07                                       | 08                                       | 09                                       | 10                                       | 11                                       | 12                                       | 13                                       | 14                                       | 15                                       | 16                                       | 17                                       | 18                                       | 19                                       | 20                                       | 21                                       | 22                                       |
| 40 52                                    | 04 16 28 40 52                           | 04 16 28 40 52                           | 04 16 28 40 52                           | 04 16 28 40 52                           | 04 16 28 40 52                           | 04 16 28 40 52                           | 04 16 28 40 52                           | 04 16 28 40 52                           | 04 16 28 40 52                           | 04 16 28 40 52                           | 04 19 34 49                              | 04 19 34 49                              | 04 19 34 49                              | 13 37                                    | 01 25                                    |                                          | 04 13 28 37 52                           | 04 16 28 40 52                           | 04 16 28 37 52                           | 04 16 28 40 52                           | 04 16 28 37 52                           | 04 16 28 40 52                           | 04 16 28 37 52                           | 04 13 28 40 52                           | 04 16 28 40 52                           | 04 16 28 40 52                           | 04 16 28 40 55                           | 10 25 40 55                              | 10 25 40 55                              | 10 25 49                                 | 13 37                                    |
| Viernes lectivos                         |                                          |                                          |                                          |                                          |                                          |                                          |                                          |                                          |                                          |                                          |                                          |                                          |                                          |                                          |                                          |                                          |                                          |                                          |                                          |                                          |                                          |                                          |                                          |                                          |                                          |                                          |                                          |                                          |                                          |                                          |                                          |
| Madrid > Univ. Autónoma > Univ. Comillas | Madrid > Univ. Autónoma > Univ. Comillas | Madrid > Univ. Autónoma > Univ. Comillas | Madrid > Univ. Autónoma > Univ. Comillas | Madrid > Univ. Autónoma > Univ. Comillas | Madrid > Univ. Autónoma > Univ. Comillas | Madrid > Univ. Autónoma > Univ. Comillas | Madrid > Univ. Autónoma > Univ. Comillas | Madrid > Univ. Autónoma > Univ. Comillas | Madrid > Univ. Autónoma > Univ. Comillas | Madrid > Univ. Autónoma > Univ. Comillas | Madrid > Univ. Autónoma > Univ. Comillas | Madrid > Univ. Autónoma > Univ. Comillas | Madrid > Univ. Autónoma > Univ. Comillas | Madrid > Univ. Autónoma > Univ. Comillas | Madrid > Univ. Autónoma > Univ. Comillas | Univ. Comillas > Univ. Autónoma > Madrid | Univ. Comillas > Univ. Autónoma > Madrid | Univ. Comillas > Univ. Autónoma > Madrid | Univ. Comillas > Univ. Autónoma > Madrid | Univ. Comillas > Univ. Autónoma > Madrid | Univ. Comillas > Univ. Autónoma > Madrid | Univ. Comillas > Univ. Autónoma > Madrid | Univ. Comillas > Univ. Autónoma > Madrid | Univ. Comillas > Univ. Autónoma > Madrid | Univ. Comillas > Univ. Autónoma > Madrid | Univ. Comillas > Univ. Autónoma > Madrid | Univ. Comillas > Univ. Autónoma > Madrid | Univ. Comillas > Univ. Autónoma > Madrid | Univ. Comillas > Univ. Autónoma > Madrid | Univ. Comillas > Univ. Autónoma > Madrid | Univ. Comillas > Univ. Autónoma > Madrid |
| 07                                       | 08                                       | 09                                       | 10                                       | 11                                       | 12                                       | 13                                       | 14                                       | 15                                       | 16                                       | 17                                       | 18                                       | 19                                       | 20                                       | 21                                       | 22                                       | 07                                       | 08                                       | 09                                       | 10                                       | 11                                       | 12                                       | 13                                       | 14                                       | 15                                       | 16                                       | 17                                       | 18                                       | 19                                       | 20                                       | 21                                       | 22                                       |
| 40 52                                    | 04 16 28 40 52                           | 04 16 28 40 52                           | 04 16 28 40 52                           | 04 16 28 40 52                           | 04 16 28 40 52                           | 04 16 28 40 52                           | 04 16 28 40 52                           | 04 28 52                                 | 16 40                                    | 04 28 52                                 | 16 40                                    | 04 28 52                                 | 16 40                                    | 04 28                                    | 16                                       |                                          | 04 13 28 37 52                           | 04 16 28 40 52                           | 04 16 28 37 52                           | 04 16 28 40 52                           | 04 16 28 37 52                           | 04 16 28 40 52                           | 04 16 28 37 52                           | 04 13 40                                 | 04 28 52                                 | 16 40                                    | 04 28 52                                 | 16 40                                    | 04 28 52                                 | 16 40                                    | 04 28                                    |
| Sábados laborables                       |                                          |                                          |                                          |                                          |                                          |                                          |                                          |                                          |                                          |                                          |                                          |                                          |                                          |                                          |                                          |                                          |                                          |                                          |                                          |                                          |                                          |                                          |                                          |                                          |                                          |                                          |                                          |                                          |                                          |                                          |                                          |
| Madrid > Univ. Autónoma                  | Madrid > Univ. Autónoma                  | Madrid > Univ. Autónoma                  | Madrid > Univ. Autónoma                  | Madrid > Univ. Autónoma                  | Madrid > Univ. Autónoma                  | Madrid > Univ. Autónoma                  | Madrid > Univ. Autónoma                  | Madrid > Univ. Autónoma                  | Madrid > Univ. Autónoma                  | Madrid > Univ. Autónoma                  | Madrid > Univ. Autónoma                  | Madrid > Univ. Autónoma                  | Madrid > Univ. Autónoma                  | Madrid > Univ. Autónoma                  | Madrid > Univ. Autónoma                  | Univ. Autónoma > Madrid                  | Univ. Autónoma > Madrid                  | Univ. Autónoma > Madrid                  | Univ. Autónoma > Madrid                  | Univ. Autónoma > Madrid                  | Univ. Autónoma > Madrid                  | Univ. Autónoma > Madrid                  | Univ. Autónoma > Madrid                  | Univ. Autónoma > Madrid                  | Univ. Autónoma > Madrid                  | Univ. Autónoma > Madrid                  | Univ. Autónoma > Madrid                  | Univ. Autónoma > Madrid                  | Univ. Autónoma > Madrid                  | Univ. Autónoma > Madrid                  | Univ. Autónoma > Madrid                  |
| 07                                       | 08                                       | 09                                       | 10                                       | 11                                       | 12                                       | 13                                       | 14                                       | 15                                       | 16                                       | 17                                       | 18                                       | 19                                       | 20                                       | 21                                       | 22                                       | 07                                       | 08                                       | 09                                       | 10                                       | 11                                       | 12                                       | 13                                       | 14                                       | 15                                       | 16                                       | 17                                       | 18                                       | 19                                       | 20                                       | 21                                       | 22                                       |
| 40                                       | 10 40                                    | 10 40                                    | 10 40                                    | 10 40                                    | 10 40                                    | 10 40                                    | 10 40                                    |                                          |                                          |                                          |                                          |                                          |                                          |                                          |                                          |                                          | 10 40                                    | 10 40                                    | 10 40                                    | 10 40                                    | 10 40                                    | 10 40                                    | 10 40                                    |                                          |                                          |                                          |                                          |                                          |                                          |                                          |                                          |
| Hasta/desde la UAM                       |                                          |                                          |                                          |                                          |                                          |                                          |                                          |                                          |                                          |                                          |                                          |                                          |                                          |                                          |                                          |                                          |                                          |                                          |                                          |                                          |                                          |                                          |                                          |                                          |                                          |                                          |                                          |                                          |                                          |                                          |                                          |

### 16 - 30 junio
| Lunes a viernes laborables               |                                          |                                          |                                          |                                          |                                          |                                          |                                          |                                          |                                          |                                          |                                          |                                          |                                          |                                          |                                          |                                          |                                          |                                          |                                          |                                          |                                          |                                          |                                          |                                          |                                          |                                          |                                          |                                          |                                          |                                          |                                          |
| Madrid > Univ. Autónoma > Univ. Comillas | Madrid > Univ. Autónoma > Univ. Comillas | Madrid > Univ. Autónoma > Univ. Comillas | Madrid > Univ. Autónoma > Univ. Comillas | Madrid > Univ. Autónoma > Univ. Comillas | Madrid > Univ. Autónoma > Univ. Comillas | Madrid > Univ. Autónoma > Univ. Comillas | Madrid > Univ. Autónoma > Univ. Comillas | Madrid > Univ. Autónoma > Univ. Comillas | Madrid > Univ. Autónoma > Univ. Comillas | Madrid > Univ. Autónoma > Univ. Comillas | Madrid > Univ. Autónoma > Univ. Comillas | Madrid > Univ. Autónoma > Univ. Comillas | Madrid > Univ. Autónoma > Univ. Comillas | Madrid > Univ. Autónoma > Univ. Comillas | Madrid > Univ. Autónoma > Univ. Comillas | Univ. Comillas > Univ. Autónoma > Madrid | Univ. Comillas > Univ. Autónoma > Madrid | Univ. Comillas > Univ. Autónoma > Madrid | Univ. Comillas > Univ. Autónoma > Madrid | Univ. Comillas > Univ. Autónoma > Madrid | Univ. Comillas > Univ. Autónoma > Madrid | Univ. Comillas > Univ. Autónoma > Madrid | Univ. Comillas > Univ. Autónoma > Madrid | Univ. Comillas > Univ. Autónoma > Madrid | Univ. Comillas > Univ. Autónoma > Madrid | Univ. Comillas > Univ. Autónoma > Madrid | Univ. Comillas > Univ. Autónoma > Madrid | Univ. Comillas > Univ. Autónoma > Madrid | Univ. Comillas > Univ. Autónoma > Madrid | Univ. Comillas > Univ. Autónoma > Madrid | Univ. Comillas > Univ. Autónoma > Madrid |
| 07                                       | 08                                       | 09                                       | 10                                       | 11                                       | 12                                       | 13                                       | 14                                       | 15                                       | 16                                       | 17                                       | 18                                       | 19                                       | 20                                       | 21                                       | 22                                       | 07                                       | 08                                       | 09                                       | 10                                       | 11                                       | 12                                       | 13                                       | 14                                       | 15                                       | 16                                       | 17                                       | 18                                       | 19                                       | 20                                       | 21                                       | 22                                       |
| 24 36 48                                 | 00 12 24 36 48                           | 00 12 24 36 48                           | 00 12 24 36 48                           | 00 12 24 36 48                           | 00 12 24 36 48                           | 00 12 24 36 48                           | 00 12 25 55                              | 25 55                                    | 25 55                                    | 25 55                                    | 25 55                                    | 25 55                                    | 25                                       | 15                                       |                                          | 54                                       | 03 18 27 42 54                           | 06 18 30 42 54                           | 06 18 27 42 54                           | 06 18 30 42 54                           | 06 18 27 42 54                           | 06 18 30 42 54                           | 06 18 27 42 55                           | 22 55                                    | 25 55                                    | 25 55                                    | 25 55                                    | 25 55                                    | 25 55                                    |                                          | 00                                       |
| Hasta/desde la UAM                       |                                          |                                          |                                          |                                          |                                          |                                          |                                          |                                          |                                          |                                          |                                          |                                          |                                          |                                          |                                          |                                          |                                          |                                          |                                          |                                          |                                          |                                          |                                          |                                          |                                          |                                          |                                          |                                          |                                          |                                          |                                          |

### 1 julio - 31 agosto
| Lunes a viernes laborables Comillas Abierto |                                          |                                          |                                          |                                          |                                          |                                          |                                          |                                          |                                          |                                          |                                          |                                          |                                          |                                          |                                          |                                          |                                          |                                          |                                          |                                          |                                          |                                          |                                          |                                          |                                          |                                          |                                          |                                          |                                          |                                          |                                          |
| Madrid > Univ. Autónoma > Univ. Comillas    | Madrid > Univ. Autónoma > Univ. Comillas | Madrid > Univ. Autónoma > Univ. Comillas | Madrid > Univ. Autónoma > Univ. Comillas | Madrid > Univ. Autónoma > Univ. Comillas | Madrid > Univ. Autónoma > Univ. Comillas | Madrid > Univ. Autónoma > Univ. Comillas | Madrid > Univ. Autónoma > Univ. Comillas | Madrid > Univ. Autónoma > Univ. Comillas | Madrid > Univ. Autónoma > Univ. Comillas | Madrid > Univ. Autónoma > Univ. Comillas | Madrid > Univ. Autónoma > Univ. Comillas | Madrid > Univ. Autónoma > Univ. Comillas | Madrid > Univ. Autónoma > Univ. Comillas | Madrid > Univ. Autónoma > Univ. Comillas | Madrid > Univ. Autónoma > Univ. Comillas | Univ. Comillas > Univ. Autónoma > Madrid | Univ. Comillas > Univ. Autónoma > Madrid | Univ. Comillas > Univ. Autónoma > Madrid | Univ. Comillas > Univ. Autónoma > Madrid | Univ. Comillas > Univ. Autónoma > Madrid | Univ. Comillas > Univ. Autónoma > Madrid | Univ. Comillas > Univ. Autónoma > Madrid | Univ. Comillas > Univ. Autónoma > Madrid | Univ. Comillas > Univ. Autónoma > Madrid | Univ. Comillas > Univ. Autónoma > Madrid | Univ. Comillas > Univ. Autónoma > Madrid | Univ. Comillas > Univ. Autónoma > Madrid | Univ. Comillas > Univ. Autónoma > Madrid | Univ. Comillas > Univ. Autónoma > Madrid | Univ. Comillas > Univ. Autónoma > Madrid | Univ. Comillas > Univ. Autónoma > Madrid |
| 07                                          | 08                                       | 09                                       | 10                                       | 11                                       | 12                                       | 13                                       | 14                                       | 15                                       | 16                                       | 17                                       | 18                                       | 19                                       | 20                                       | 21                                       | 22                                       | 07                                       | 08                                       | 09                                       | 10                                       | 11                                       | 12                                       | 13                                       | 14                                       | 15                                       | 16                                       | 17                                       | 18                                       | 19                                       | 20                                       | 21                                       | 22                                       |
| 30                                          | 00 30                                    | 00 30                                    | 00 30                                    | 00 30                                    | 00 30                                    | 00 30                                    | 00 30                                    | 00                                       | 00                                       | 00                                       | 00                                       | 00                                       | 00                                       | 00                                       |                                          | 57                                       | 27                                       | 00 30                                    | 00 27                                    | 00 30                                    | 00 27                                    | 00 30                                    | 00 27                                    | 00 27                                    | 30                                       | 30                                       | 30                                       | 30                                       | 30                                       |                                          | 00                                       |
| Lunes a viernes laborables Comillas Cerrado |                                          |                                          |                                          |                                          |                                          |                                          |                                          |                                          |                                          |                                          |                                          |                                          |                                          |                                          |                                          |                                          |                                          |                                          |                                          |                                          |                                          |                                          |                                          |                                          |                                          |                                          |                                          |                                          |                                          |                                          |                                          |
| Madrid > Univ. Autónoma                     | Madrid > Univ. Autónoma                  | Madrid > Univ. Autónoma                  | Madrid > Univ. Autónoma                  | Madrid > Univ. Autónoma                  | Madrid > Univ. Autónoma                  | Madrid > Univ. Autónoma                  | Madrid > Univ. Autónoma                  | Madrid > Univ. Autónoma                  | Madrid > Univ. Autónoma                  | Madrid > Univ. Autónoma                  | Madrid > Univ. Autónoma                  | Madrid > Univ. Autónoma                  | Madrid > Univ. Autónoma                  | Madrid > Univ. Autónoma                  | Madrid > Univ. Autónoma                  | Univ. Autónoma > Madrid                  | Univ. Autónoma > Madrid                  | Univ. Autónoma > Madrid                  | Univ. Autónoma > Madrid                  | Univ. Autónoma > Madrid                  | Univ. Autónoma > Madrid                  | Univ. Autónoma > Madrid                  | Univ. Autónoma > Madrid                  | Univ. Autónoma > Madrid                  | Univ. Autónoma > Madrid                  | Univ. Autónoma > Madrid                  | Univ. Autónoma > Madrid                  | Univ. Autónoma > Madrid                  | Univ. Autónoma > Madrid                  | Univ. Autónoma > Madrid                  | Univ. Autónoma > Madrid                  |
| 07                                          | 08                                       | 09                                       | 10                                       | 11                                       | 12                                       | 13                                       | 14                                       | 15                                       | 16                                       | 17                                       | 18                                       | 19                                       | 20                                       | 21                                       | 22                                       | 07                                       | 08                                       | 09                                       | 10                                       | 11                                       | 12                                       | 13                                       | 14                                       | 15                                       | 16                                       | 17                                       | 18                                       | 19                                       | 20                                       | 21                                       | 22                                       |
| 30                                          | 00 30                                    | 00 30                                    | 00 30                                    | 00 30                                    | 00 30                                    | 00 30                                    | 00 30                                    | 00                                       | 00                                       | 00                                       | 00                                       | 00                                       | 00                                       | 00                                       |                                          |                                          | 00 30                                    | 00 30                                    | 00 30                                    | 00 30                                    | 00 30                                    | 00 30                                    | 00 30                                    | 00 30                                    | 30                                       | 30                                       | 30                                       | 30                                       | 30                                       |                                          | 00                                       |
| Hasta/desde la UAM                          |                                          |                                          |                                          |                                          |                                          |                                          |                                          |                                          |                                          |                                          |                                          |                                          |                                          |                                          |                                          |                                          |                                          |                                          |                                          |                                          |                                          |                                          |                                          |                                          |                                          |                                          |                                          |                                          |                                          |                                          |                                          |

## Recorrido y paradas

### Sentido Universidad Pontificia de Comillas
La línea inicia su recorrido en el intercambiador subterráneo de Plaza de Castilla, en la dársena 34, en este punto se establece correspondencia con todas las líneas de los corredores 1 y 7 con cabecera en el intercambiador de Plaza de Castilla. En la superficie efectúan parada varias líneas urbanas con las que tiene correspondencia, y a través de pasillos subterráneos enlaza con las líneas 1, 9 y 10 del Metro de Madrid.
Tras abandonar los túneles del intercambiador subterráneo, la línea sale al Paseo de la Castellana, y a partir de aquí sale por la M-30 hasta el nudo de Manoteras y toma la M-607.
La línea circula por la M-607 realizando tan sólo 2 paradas en la vía de servicio (muchas menos que las otras líneas de la concesión VCM-701) con el objetivo de llegar a las universidades lo antes posible. Se adentra en el campus de Cantoblanco de la Universidad Autónoma de Madrid parando en el rectorado de la misma. Continúa su recorrido por el campus parando en la Calle de Marie Curie (1 parada), y 2 paradas en la Calle de Newton dando servicio a la Escuela Politécnica Superior y al Centro de Biología Molecular.
Aquí finalizan las expediciones con destino la Universidad Autónoma de Madrid, aquellas que continúan a la Universidad Pontificia Comillas salen del campus y toman la M-616 brevemente antes de entrar en dicha universidad.
| Código                                                              | Zona | Localidad  | Denominación                                            | Ubicación                               | Líneas de la parada                                           | Metro / Cercanías |
| ------------------------------------------------------------------- | ---- | ---------- | ------------------------------------------------------- | --------------------------------------- | ------------------------------------------------------------- | ----------------- |
| 17470E                                                              |      | Madrid     | Intercambiador de Plaza de Castilla - Dársena 34        | Avenida de Asturias Nº2                 | 714                                                           | Plaza de Castilla |
| 3670                                                                |      | Madrid     | Carretera de Colmenar - Hospital Ramón y Cajal          | M-607 km. 8,4                           | 175 178 712 713 714 716 717 721 722 724 725 726 876 N701 N702 | Ramón y Cajal     |
| 06565                                                               |      | Madrid     | Carretera M-607 - Residencia de Ancianos                | M-607 km. 13                            | 712 713 714 716 717 721 722 724 725 726 N701 N702             |                   |
| 07378                                                               |      | Madrid     | Calle de Einstein - Rectorado                           | Calle de Einstein Nº10                  | 07378 A 714 Vuelta 07378 B 714 Ida                            | Cantoblanco       |
| 18634                                                               |      | Madrid     | Calle de Marie Curie - Calle Francisco Tomás y Valiente | Calle de Marie Curie Nº4                | 714 827 827A 828                                              |                   |
| 18636                                                               |      | Madrid     | Calle de Newton - Calle Francisco Tomás y Valiente      | Calle de Newton Nº13                    | 714 827 827A 828                                              |                   |
| 18638                                                               |      | Madrid     | Calle de Newton - Calle Nicolás Cabrera                 | Calle de Newton Nº13                    | 714 827 827A 828                                              |                   |
| Los servicios hasta la Universidad Autónoma de Madrid terminan aquí |      |            |                                                         |                                         |                                                               |                   |
| 07377                                                               |      | Alcobendas | Universidad de Comillas - Edificio B                    | Calle de la Universidad de Comillas Nº0 | 714                                                           | Comillas          |

1. ↑  A efectos de nomenclatura, para las líneas de la EMT esta parada se llama Hospital Ramón y Cajal

### Sentido Madrid (Plaza de Castilla)
El recorrido en sentido Madrid es igual al de ida pero en sentido contrario.
| Código                                                               | Zona | Localidad  | Denominación                                       | Ubicación                               | Líneas de la parada                                     | Metro / Cercanías |
| -------------------------------------------------------------------- | ---- | ---------- | -------------------------------------------------- | --------------------------------------- | ------------------------------------------------------- | ----------------- |
| 07377                                                                |      | Alcobendas | Universidad de Comillas - Edificio B               | Calle de la Universidad de Comillas Nº0 | 714                                                     | Comillas          |
| Los servicios desde la Universidad Autónoma de Madrid comienzan aquí |      |            |                                                    |                                         |                                                         |                   |
| 18639                                                                |      | Madrid     | Calle de Newton - Calle Nicolás Cabrera            | Calle de Newton Nº13                    | 714 827 827A 828                                        |                   |
| 18637                                                                |      | Madrid     | Calle de Newton - Calle Francisco Tomás y Valiente | Calle de Newton Nº13                    | 714 827 827A 828                                        |                   |
| 18635                                                                |      | Madrid     | Calle de Marie Curie - Facultad de Informática     | Calle de Marie Curie Nº4                | 714 827 827A 828                                        |                   |
| 07378                                                                |      | Madrid     | Calle de Einstein - Rectorado                      | Calle de Einstein Nº10                  | 07378 A 714 Vuelta 07378 B 714 Ida                      | Cantoblanco       |
| 12895                                                                |      | Madrid     | Carretera M-607 - Universidad Autónoma             | M-607 km. 14,9                          | 714                                                     | Cantoblanco       |
| 06669                                                                |      | Madrid     | Carretera M-607 - Ciudad Escolar                   | M-607 km. 13,4                          | 712 713 714 716 717 721722 724 725 726 N701 N702        |                   |
| 06673                                                                |      | Madrid     | Carretera de Colmenar - Gasolinera Santa Ana       | M-607 km. 9,7                           | 712 713 714 716 717 721722724725726876N701 N702         |                   |
| 955                                                                  |      | Madrid     | Carretera de Colmenar - Hospital Ramón y Cajal     | M-607 km. 8,3                           | 175 178 712 713 714 716 717 721722724725726876N701 N702 | Ramón y Cajal     |
| 10548                                                                |      | Madrid     | Paseo de la Castellana - Hospital La Paz           | Paseo de la Castellana Nº300            | 712 713 714 716 717 721722724725726815 876N701 N702     | Begoña            |
| 17470                                                                |      | Madrid     | Intercambiador de Plaza de Castilla                | Avenida de Asturias Nº2                 | Descenso en las dársenas 38 y 39.                       | Plaza de Castilla |

1. 1 2 3 4 5 6 7 8 9 10 11 12 13 14 15 16 17 18 19  Sólo permite el descenso de viajeros
2. ↑  A efectos de nomenclatura, para las líneas de la EMT esta parada se llama Hospital Ramón y Cajal